# Paruresis
Se define como paruresis al trastorno de la micción que puede presentar diferentes grados de gravedad, desde una espera más o menos larga hasta el inicio de la micción, pasando por el vaciado incompleto de la vejiga, hasta la imposibilidad absoluta de orinar. Suele afectar a algunas personas, principalmente en servicios públicos, cuando se hallan fuera del ámbito de su vivienda y se desarrolla generalmente durante la pubertad. 
Se trata de un trastorno psicológico, una forma de fobia social. La denominación la introdujeron G. W. Williams y E. T. Degenhardt en 1954. La terapia se rige según las reglas del tratamiento de fobias sociales y generalmente los hombres suelen pedir menos ayuda para resolver los problemas psíquicos que las mujeres. El número de hombres afectados se podría situar alrededor del 5%. 
A pesar de la gran difusión y de la gran presión psíquica, el concepto suele ser desconocido incluso por los afectados. Hasta el momento, en el marco de la literatura científica, se han hecho pocas publicaciones al respecto, así que incluso los médicos y los psicoterapeutas disponen de poca información.

## Causas

### Componente físico
La paruresis se basa en una tensión de los esfínteres que dificulta o imposibilita la micción. Esta tensión está provocada por factores psíquicos, cómo el estrés. Los ejercicios de relajación pueden contribuir a la recuperación del control sobre los esfínteres por los afectados. 

### Componente psíquico
Las causas psíquicas son más importantes que las físicas. Una mala experiencia puntual, a menudo durante la pubertad, suele provocar la primera reacción parurética, la cual deja una impresión tan determinante que, a partir de aquel momento, ya no puede ir a un servicio de manera relajada. Este tipo de experiencia puede tener diferentes causas: puede ser debida a un complejo de inferioridad, a una situación de estrés o a un problema familiar. A continuación el subconsciente relaciona las circunstancias de la primera reacción parurética con la tensión de los esfínteres, lo que hace generalmente que el trastorno de la micción sea atribuido a la presencia de otras personas, a pesar de que el origen puede ser muy diferente. Este mecanismo, similar al que experimentó el famoso perro de Iván Pávlov, se conoce por condicionamiento. 
Los afectados por la paruresis suelen estar convencidos de que en los servicios públicos la gente les está observando o se están burlando de ellos. Algunos afectados masculinos relacionan su virilidad con la facultad de micción en los mingitorios. En la mayoría de los casos los afectados no suelen hablar de su enfermedad, ya que les provoca vergüenza. El miedo a las burlas o a no ser entendido contribuye al aislamiento social de los afectados. Ya que éstos intentan esconder su paruresis de otras personas, incluyendo amigos o familiares, este trastorno es muy poco conocido. Un tratamiento más abierto de este problema podría contribuir a crear una tolerancia social, como la que existe en el caso de la claustrofobia, por ejemplo.